# Bombarder V
El terme  bombarder V  (en anglès  V bomber ) va ser utilitzat per als avions de la Royal Air Force de les dècades de 1950 i 1960 que formaven part de la força nuclear d'atac estratègic del Regne Unit. Els bombarders, els noms dels quals començaven amb la lletra «V», van ser el Vickers Valiant (1951), el Handley Page Victor (1952) i el Avro Vulcan (1952). La força de bombarders V va assolir el seu màxim al juny de 1964, amb 50 Valiant, 39 Victor i 70 Vulcan en servei.

## Història

### Desenvolupament inicial
El Comandament de Bombardeig de la Royal Air Force va acabar la Segona Guerra Mundial amb una política d'utilitzar bombarders pesants de quatre hèlixs per incursions en massa. Aquesta política va romandre durant el període de postguerra immediat, adoptant l'Avro Lincoln, una versió millorada de l'Avro Lancaster, com bombarder estàndard.
El desenvolupament de les armes nuclears i avions de reacció va deixar aquesta política obsoleta. El futur semblava pertànyer a bombarders de reacció que poguessin volar a una altitud i velocitat altes, sense armament defensiu i amb la capacitat de realitzar un atac nuclear. Fins i tot en aquest moment es podia veure que els míssils guiats finalment farien vulnerables als avions, però el desenvolupament d'aquests míssils estava resultant difícil i els bombarders veloços semblaven servir abans per a la necessitat d'alguna cosa millor.
L'ús massiu de bombarders es va veure innecessari si un únic avió podia destruir una ciutat o una instal·lació militar amb una arma nuclear. Havia de ser un bombarder de dimensions grans, ja que la primera generació d'artefactes nuclears eren pesants i voluminosos. Aquestes bombarders grans i moderns tindrien un cost unitari elevat, però serien fabricats en quantitats petites.
L'arribada de la Guerra Freda ha emfatitzat als planificadors britànics la necessitat de modernitzar les forces. A més a més, els alts i baixos de les relacions del Regne Unit amb els Estats Units, particularment en els anys següents de la postguerra quan va tornar un aïllament breu del país, va aconseguir que el Regne Unit decidís sobre la necessitat de la seva pròpia força d'atac nuclear.
Després de considerar diverses especificacions per a un bombarder de reacció avançat a finals de 1946, el gener de 1947, el Ministeri de l'Aire va publicar una petició en forma d'especificació B.35/46 per a un bombarder que almenys fos igual que els contemporanis soviètics o nord-americans. Aquesta especificació proposava un bombarder d'abast mitjà que pogués transportar una bomba de 4.535 kg a un objectiu a 2.775 km d'una base que podria estar en qualsevol part del món.
El llavors bombarder de la RAF, el English Electric Canberra, només podia arribar a la frontera de la Unió Soviètica i tenia una capacitat de càrrega de 2.720 kg. La petició també assenyalava que l'avió no podia superar un pes màxim de 45.400 kg, encara que el límit pujaria en la pràctica, i el bombarder havia de tenir una velocitat de creuer de 925 km/hi un sostre de servei de 15.200 m
La petició va arribar a la majoria dels principals fabricants aeronàutics del Regne Unit. Handley Page i Avro es van acostar amb dissenys molt avançats per a la competició, que es convertirien en els avions Victor i Vulcan respectivament. El disseny de Vickers-Armstrongs va ser rebutjat per ser massa conservador. No obstant això, Vickers va pressionar al Ministeri de l'Aire i va fer canvis en el seu disseny afirmant que estaria disponible abans que els seus competidors i seria útil com a recurs provisional fins a l'arribada de bombarders més moderns.

### En servei
El Valiant va entrar en servei el 1955, el Vulcan el 1956 i el Victor el 1957. Malgrat les dificultats tècniques de l'arma nuclear britànica, els bombarders V encara constituïen una força militar efectiva. Un llibre blanc produït per la Royal Air Force per al govern del Regne Unit de 1961 afirmava que la força nuclear de la RAF podia destruir ciutats clau soviètiques com Moscou i Kíev abans que bombarders nord-americans aconseguissin seus objectius. Durant les primeres etapes de la Guerra Freda, l'OTAN va confiar a la RAF la destrucció de ciutats clau de la Rússia europea. La RAF concloïa que la força dels bombarders V podia acabar amb vuit milions de ciutadans soviètics i ferir a altres vuit milions abans que bombarders nord-americans arribessin als seus blancs.
Tots els bombaderos V han estat en servei actiu com a mínim un cop utilitzant armes convencionals. El Valiant a la Crisi de Suez de 1956, el Victor a la confrontació Indonèsia-malaia de 1963-66 i el Vulcan a la Guerra de les Malvines de 1982. Únicament el Valiant ha llançat un artefacte nuclear com a part dels assaigs nuclears britànics.

### Retirada
El desenvolupament de míssils antiaeris va fer que l'amenaça dissuasiva augmentés. Després del fracàs del programa Blue Streak, la cancel·lació del Skybolt nord-americà i l'entrada en servei de la versió Mk. 2 del míssil britànic Blue Steel, els Vulcan van ser desplaçats en la dècada de 1960, en les tasques estratègiques, pel míssil Polaris, dissenyat per a ser llançat des de submarís nuclears.
Els Valiant van ser retirats del servei com bombarders, primer realitzant tasques d'avió cisterna, atac a baix nivell i reconeixement fotogràfic. Per raó de la fatiga de materials, van ser retirats completament el 1965.
A més de les tasques per a les que van ser dissenyats, els bombarders V han servit com avions cisterna per re-proveïment en vol. Després de la retirada dels Valiant, els avions Victor B.1 van ser convertits per a tasques d'abastiment. Per raó de retards en l'entrada en servei del Lockheed Tristar, sis Vulcan B.2 van ser convertits en avions cisterna i van servir entre 1982 i 1984.